# Braunsia matsumurai
Braunsia matsumurai är en stekelart som beskrevs av Watanabe 1937. Braunsia matsumurai ingår i släktet Braunsia och familjen bracksteklar. Inga underarter finns listade.